# Головино (хутор, Можайский городской округ)
Головино — хутор в Можайском районе Московской области в составе Юрловского сельского поселения.

## География
Деревня расположена в южной части района, у границы с Калужской областью, на безымянном правом притоке речки Озерянка (правый притока реки Берега), примерно в 29 км к юго-западу от Можайска, высота центра над уровнем моря 214 м. Ближайшие населённые пункты — Рахманино и Сосновицы Медынского района Калужской области на запад и юго-запад, Ширино на северо-восток и Корытцево на север.

## История
До 2006 года Головино входило в состав Юрловского сельского округа.

## Население
| 2002 | 2006 | 2010 |
| ---- | ---- | ---- |
| 4    | ↘2   | ↗10  |